# Thomas van den Belt
Thomas van den Belt (Zwolle, 18 juni 2001) is een Nederlands voetballer die als middenvelder speelt. Hij verruilde in 2025 Feyenoord voor FC Twente.

## Carrière
Van den Belt begon te voetballen in de jeugd van DOS Kampen, waarna hij de overstap maakte naar de jeugdopleiding van PEC Zwolle. In 2018 ondertekende hij een tweejarig contract bij de club uit Zwolle. Na een aantal keer op de bank te hebben plaatsgenomen mocht hij op 26 september 2020 zijn debuut maken in de hoofdmacht van de Zwollenaren. In de thuiswedstrijd tegen Sparta Rotterdam viel hij in de 74e minuut in voor Yuta Nakayama. De wedstrijd werd met 4–0 gewonnen. In het seizoen 2021/22 werd Van den Belt een vaste waarde in het team. Op 14 januari 2022 maakte hij zijn eerste doelpunten, hij scoorde twee keer in een met 2-0 gewonnen wedstrijd tegen Willem II. Na de degradatie van PEC in 2022 speelde hij vrijwel alle wedstrijden in de Eerste divisie, waarbij hij zestien keer scoorde. Hiermee werd hij naar Lennart Thy (23 doelpunten) topscorer van PEC dat seizoen.
Na vier seizoenen in de hoofdmacht van de Zwollenaren maakt hij in de zomer van 2023 de overstap naar Feyenoord. Hij ondertekent een contract voor vier seizoenen.  Hij debuteerde voor de club op 4 augustus 2023, in de wedstrijd om de Johan Cruijff Schaal tegen PSV (0-1). Hij kwam zeven minuten voor het einde in de ploeg voor Marcus Pedersen. Van den Belt speelde negen competitiewedstrijden voor Feyenoord, dat hem voor het seizoen 2024/25 aan CD Castellón, dat uitkwam in de Segunda División A.
In juni 2025 tekende Van den Belt voor vier seizoenen bij FC Twente.

## Clubstatistieken
| Seizoen                    | Club            | Competitie       | Competitie | Competitie | Beker | Beker | Overig | Overig | Totaal | Totaal |
| Seizoen                    | Club            | Competitie       | Wed.       | Dlp.       | Wed.  | Dlp.  | Wed.   | Dlp.   | Wed.   | Dlp.   |
| -------------------------- | --------------- | ---------------- | ---------- | ---------- | ----- | ----- | ------ | ------ | ------ | ------ |
| 2019/20                    | PEC Zwolle      | Eredivisie       | 0          | 0          | 0     | 0     | 0      | 0      | 0      | 0      |
| 2020/21                    | PEC Zwolle      | Eredivisie       | 9          | 0          | 0     | 0     | 0      | 0      | 9      | 0      |
| 2021/22                    | PEC Zwolle      | Eredivisie       | 30         | 3          | 3     | 0     | 0      | 0      | 33     | 3      |
| 2022/23                    | PEC Zwolle      | Eerste divisie   | 35         | 16         | 2     | 0     | 0      | 0      | 37     | 16     |
| 2023/24                    | Feyenoord       | Eredivisie       | 9          | 0          | 0     | 0     | 2      | 0      | 11     | 0      |
| 2024/25                    | → CD Castellón  | Segunda División | 39         | 6          | 1     | 0     | 0      | 0      | 40     | 6      |
| 2025/26                    | FC Twente       | Eredivisie       | 0          | 0          | 0     | 0     | 0      | 0      | 0      | 0      |
| Carrière totaal            | Carrière totaal | Carrière totaal  | 122        | 25         | 6     | 0     | 2      | 0      | 130    | 25     |
| Bijgewerkt op 16 juni 2025 |                 |                  |            |            |       |       |        |        |        |        |

## Erelijst
| KNVB beker | 1x | 2023/24 |

Individueel:
- Beste speler van de Eerste divisie in het seizoen 2022/23

## Interlandcarrière
Nederland –18
Op 17 november 2018 debuteerde Van den Belt in het Nederland –18, tijdens een vriendschappelijk duel tegen België –18. De wedstrijd eindigde in 2–2.
| Interlands van Thomas van den Belt voor Nederland –18 | Interlands van Thomas van den Belt voor Nederland –18 | Interlands van Thomas van den Belt voor Nederland –18 | Interlands van Thomas van den Belt voor Nederland –18 | Interlands van Thomas van den Belt voor Nederland –18 | Interlands van Thomas van den Belt voor Nederland –18 |
| ?                                                     | Datum                                                 | Wedstrijd                                             | Uitslag                                               | Soort Wedstrijd                                       | Doelpunten                                            |
| Als speler bij PEC Zwolle                             | Als speler bij PEC Zwolle                             | Als speler bij PEC Zwolle                             | Als speler bij PEC Zwolle                             | Als speler bij PEC Zwolle                             | Als speler bij PEC Zwolle                             |
| ----------------------------------------------------- | ----------------------------------------------------- | ----------------------------------------------------- | ----------------------------------------------------- | ----------------------------------------------------- | ----------------------------------------------------- |
| 1.                                                    | 17 november 2018                                      | België – Nederland                                    | 2 – 2                                                 | Vriendschappelijk                                     | 0                                                     |
| 2.                                                    | 19 november 2018                                      | Ierland – Nederland                                   | 1 – 0                                                 | Vriendschappelijk                                     | 0                                                     |

## Trivia
- Thomas is de zoon van oud-voetballer Gerald van den Belt.